# Travis Gaertner
Travis Gaertner es un actuario canadiense-estadounidense. Anteriormente compitió con el equipo de Canadá en los Juegos Paralímpicos en baloncesto en silla de ruedas, ganando una medalla de oro en los Juegos Paralímpicos de Verano de 2000 y 2004.

## Biografía
Travis nació el 16 de enero de 1980 en Kitchener, Ontario, hijo de Diana y Jonathan Gaertner. Con una enfermedad congénita, nació sin la pierna izquierda y media pierna derecha. Hasta que estuvo en quinto grado de primaria, usó una pierna protésica, pero finalmente cambió a una silla de ruedas para una mejor movilidad. Cuando tenía doce años, su padre murió de cáncer y él decidió dedicarse al baloncesto en silla de ruedas. Para el sexto grado, se clasificó para los Ramblers de Manitoba de la Asociación de Deportes en Silla de Ruedas de Manitoba, y posteriormente se unió al equipo senior de baloncesto adaptado de Manitoba. Su juego llamó la atención de un entrenador canadiense que lo invitó a entrenar con el equipo paralímpico canadiense.

## Carrera
Se unió al equipo de Canadá en 1998 y fue seleccionado para jugar en los Juegos Paralímpicos de Verano de 2000. Después de regresar a la Universidad de Illinois en Urbana-Champaign con una medalla de oro, ayudó al Manitoba Rolling Thunder a ganar su primer título de campeonato de la Liga Canadiense de Baloncesto en Silla de Ruedas. En 2002, fue uno de los cuatro estudiantes que recibieron el premio Wooddy Scholarship Award como alguien que ganó elogios académicos y atléticos.
Más tarde, ayudó al Winnipeg Thunder a ganar su tercer título consecutivo de la liga canadiense de baloncesto en silla de ruedas. En 2004, convocado para competir en los Juegos Paralímpicos de Verano de 2004 donde ganó la medalla de oro con el equipo canadiense.
Gaertner obtuvo la ciudadanía estadounidense en 2012 y calificó para competir con el Equipo de EE. UU. En mayo de 2017, comenzó a practicar ciclismo de mano bajo la dirección de Will Groulx y Tom Davis. En 2018, fue nombrado miembro del Equipo de Ciclismo Paralímpico de EE. UU. para el Campeonato Mundial de Ruta UCI 2018.